# Бунсборо (Кентукки)
Бунсборо — невключённая территория в округе Мадисон штата Кентукки в США. Расположена в центре штата на реке Кентукки.

## История
Бунсборо основан в 1775 году фронтирсменом Даниэлем Буном, который работал на Трансильванскую компанию. Бун привёл группу поселенцев из Теннеси, проложив через Аппалачи Дорогу диких мест, и основал деревянный форт на реке Кентукки при впадении в неё Оттер-Крик. В 1778 году форт успешно выдержал осаду, которую возглавлял вождь индейцев шауни Чёрная Рыба. Бун жил здесь до 1779 года, а затем переехал на построенную им станцию. В 1779 году Бунсборо стал городом. После Войны за независимость необходимость в укреплениях исчезла, и население города начало сокращаться. Перепись 1810 года показала, что в городе живут 68 человек. Он перестал существовать в 1830 году. Строения сгнили и разрушились. Земля, где находился город, много раз перепродавалась.
В 1963 году был основан парк штата «Форт Бунсборо» (англ.). В 1974 году в парке была построена копия форта. В 1996 году Бунсборо был включён в список национальных исторических памятников.